# Odpadki
Odpadki – część wsi Przespolew Pański w Polsce, położona w województwie wielkopolskim, w powiecie kaliskim, w gminie Ceków-Kolonia. Odpadki wchodzą w skład sołectwa Przespolew Pański.
W latach 1975–1998 Odpadki należały administracyjnie do województwa kaliskiego.